# Gołuba
Gołuba (niem. Schwitze, stąd powojenna nazwa Świca) – struga w powiecie braniewskim, w północnej Polsce przy granicy z Rosją (obwód królewiecki), lewy dopływ Banówki.
Struga Gołuba wypływa na północny wschód od miasta Braniewo, w pobliżu wsi Rodowo.